# Elettorato attivo
L'elettorato attivo, in diritto è la capacità giuridica di esprimere, in genere tramite il proprio voto o comunque dichiarando in qualche modo la propria scelta, la preferenza per un candidato nell'elezione a cariche in genere pubbliche. Coincide in genere con il possesso del diritto di voto ed è la base per la formazione delle liste elettorali (intese come elenchi degli elettori).

## Descrizione
La legge elettorale definisce in pratica i requisiti che devono essere posseduti da un soggetto per potersi esprimere su uno o più candidati in votazioni per l'elezione a una carica. I requisiti, di grande variabilità nei diversi ordinamenti, afferiscono in genere all'età, alla cittadinanza, alla posizione giudiziaria (in molti sistemi precedenti condanne per taluni reati, oppure una data condizione rispetto al diritto fallimentare, escludono il diritto di poter concorrere alle scelte), o ad altri elementi particolari. Ad esempio, in Italia la legge negava il diritto di voto ai gestori di case da gioco, mentre in altri sistemi un dato simile non era considerato.

## Nel mondo
L'istituto in oggetto presenta sensibili differenze da un ordinamento all'altro e fra ordinamenti nazionali differenti. Per un approfondimento specifico si vedano le voci di seguito riportate.

### Italia
In Italia godono di elettorato attivo tutti i cittadini maggiori di diciotto anni che godono dei diritti civili e politici.
Non hanno diritto al voto:
- Coloro che sono dichiarati falliti, finché dura lo stato di fallimento e comunque non oltre i 5 anni dalla sentenza che dichiara il fallimento (tale restrizione è stata eliminata con il D.Lgs. 9 gennaio 2006, n. 5);
- Coloro che, ritenute persone pericolose per la sicurezza e per la pubblica moralità, siano sottoposte a misure di sicurezza;
- Coloro che sono sottoposti a misure di sicurezza detentive o a libertà vigilata o al divieto di soggiorno in uno o più Comuni od in una o più Province, per tutta la durata del provvedimento;
- Coloro che sono condannati all'interdizione perpetua o temporanea dei pubblici uffici, per tutta la durata dell'interdizione.